# Степний (Мечетлінський район)
Степни́й (рос. Степной, башк. Степной) — присілок (у минулому селище) у складі Мечетлінського району Башкортостану, Росія. Входить до складу Великоокинської сільської ради.
Населення — 190 осіб (2010; 255 у 2002).
Національний склад:
- татари — 48 %
- башкири — 40 %